# France aux Jeux olympiques d'hiver de 1924
La France participe aux Jeux olympiques d'hiver de 1924 à Chamonix en France du 24 janvier au 5 février 1924.
Au cours de la cérémonie d'ouverture, Camille Mandrillon, membre de l'équipe de patrouille militaire, est le porte-drapeau de la délégation. Il prête également le serment olympique.
La France remporte trois médailles, toutes de bronze, lors de ces premiers Jeux d'hiver, se classant ainsi à la neuvième place des nations au tableau des médailles. Au classement par points, la France arrive au huitième rang avec 19,5 points.
Sur les 87 athlètes français engagés dans 9 sports, 43 prennent part aux épreuves.

## Bilan général

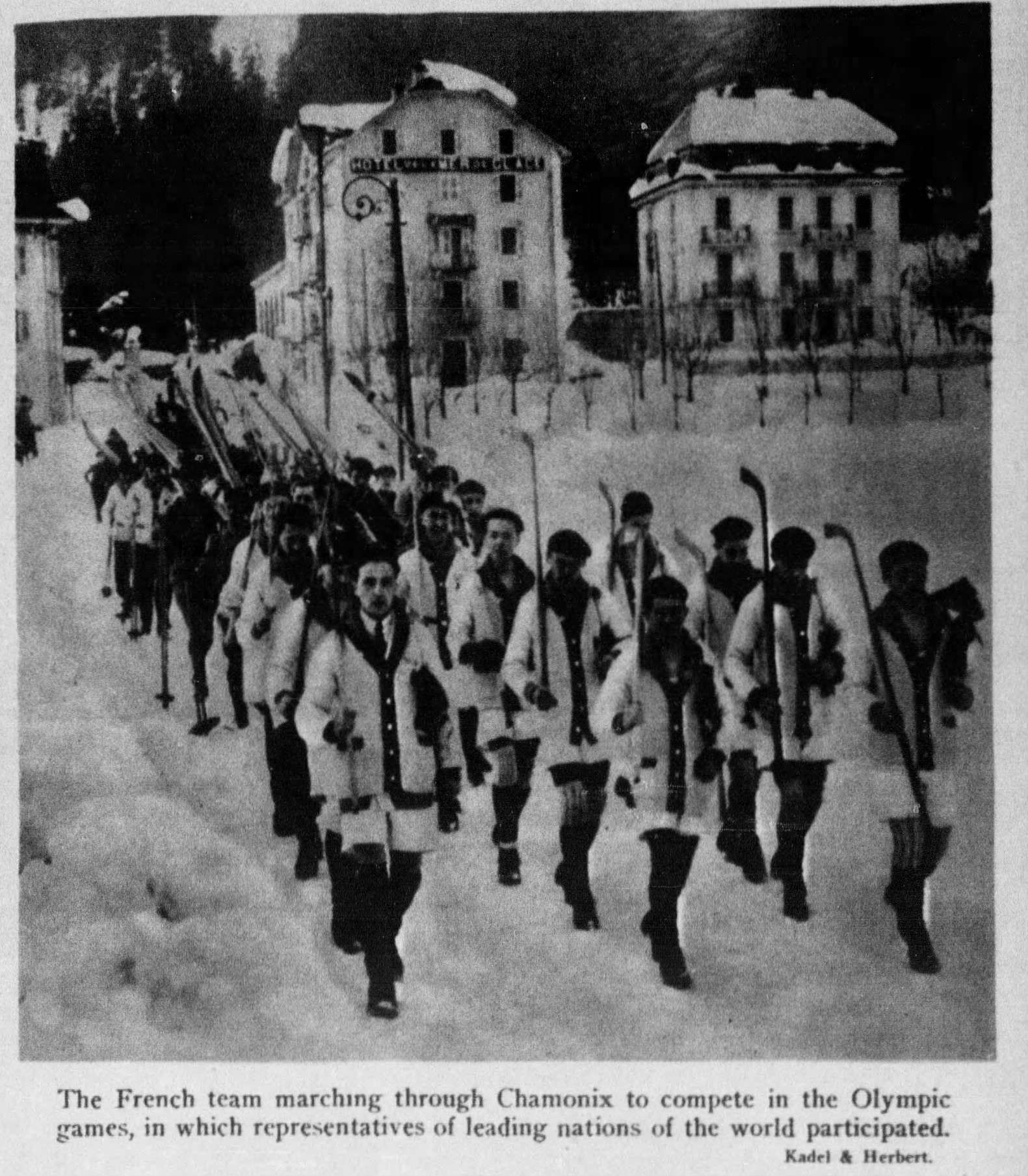
Les sportifs de la délégation française pendant la cérémonie d'ouverture

| Place | Sport                | Médaille d'or, Jeux olympiques | Médaille d'argent, Jeux olympiques | Médaille de bronze, Jeux olympiques | Total |
| ----- | -------------------- | ------------------------------ | ---------------------------------- | ----------------------------------- | ----- |
| 1     | Curling              | 0                              | 0                                  | 1                                   | 1     |
| 2     | Patinage artistique  | 0                              | 0                                  | 1                                   | 1     |
| 3     | Patrouille militaire | 0                              | 0                                  | 1                                   | 1     |
| Total | Total                | 0                              | 0                                  | 3                                   | 3     |

## Liste des médaillés

### Médailles d'or
| Sport              | Discipline | Sportifs | Performance |
| Médailles d'or : 0 |            |          |             |

### Médailles d'argent
| Sport                  | Discipline | Sportifs | Performance |
| Médailles d'argent : 0 |            |          |             |

### Médailles de bronze
| Sport                   | Discipline    | Sportifs                                                                     | Performance                                                                    |
| Médailles de bronze : 3 |               |                                                                              |                                                                                |
| Curling                 | Hommes        | Georges André Fernand Cournollet (Cap.) Armand Isaac-Bénédic Pierre Canivet  | 0 point                                                                        |
| Patinage artistique     | Couples       | Andrée Joly Pierre Brunet                                                    | Places : 3×2e, 2×3e, 1×4e, 1×6e Somme des places : 22 Moyenne de points : 9,89 |
| Patrouille militaire    | 30 kilomètres | Georges Berthet Camille Mandrillon (Cap.) Maurice Mandrillon Adrien Vandelle | 4 h 18 min 53 s                                                                |

## Épreuves

### Bobsleigh
| Bob  | Athlètes (pilote listé en premier)                      | Manche 1      | Manche 1 | Manche 2      | Manche 2    | Manche 3      | Manche 3 | Manche 4      | Manche 4 | Total         | Total      |
| Bob  | Athlètes (pilote listé en premier)                      | Temps         | Rang     | Temps         | Rang        | Temps         | Rang     | Temps         | Rang     | Temps         | Rang       |
| ---- | ------------------------------------------------------- | ------------- | -------- | ------------- | ----------- | ------------- | -------- | ------------- | -------- | ------------- | ---------- |
| no 2 | Émile Legrand Gabriel Izard Joseph Jany Fernand Legrand | 4 min 29 s 1  | 7e       | Non partant   | Non partant | 2 min 0 s 79  | 7e       | 1 min 56 s 58 | 7e       | Non classé    | Non classé |
| no 5 | Anthony Berg Henri Aldebert Georges André Jean d'Aulan  | 1 min 39 s 35 | 4e       | 1 min 34 s 99 | 4e          | 1 min 36 s 68 | 4e       | 1 min 31 s 93 | 4e       | 6 min 22 s 95 | 4e         |

### Combiné nordique
| Athlètes        | Ski de fond (18 km) | Ski de fond (18 km) | Ski de fond (18 km) | Saut à ski  | Saut à ski  | Saut à ski  | Saut à ski  | Total      | Total      |
| Athlètes        | Temps               | Note                | Rang                | Saut 1      | Saut 2      | Note        | Rang        | Note       | Rang       |
| --------------- | ------------------- | ------------------- | ------------------- | ----------- | ----------- | ----------- | ----------- | ---------- | ---------- |
| Kléber Balmat   | 1 h 33 min 49 s     | 10,375              | 9e                  | 35 m        | 35 m        | 14,291      | 13e         | 12,333     | 10e        |
| Martial Payot   | Abandon             | Abandon             | Abandon             | Non partant | Non partant | Non partant | Non partant | Non classé | Non classé |
| Gilbert Ravanel | 1 h 35 min 33 s     | 9,50                | 13e                 | 31 m        | 33 m        | 12,625      | 19e         | 11,063     | 18e        |
| Adrien Vandelle | 1 h 43 min 58 s     | 5,375               | 21e                 | 26 m        | 28 m        | 10,958      | 22e         | 8,167      | 20e        |

### Curling
L'équipe de France est composé pour ce tournoi de Georges André, du capitaine Fernand Cournollet, d'Armand Isaac-Bénédic et de Pierre Canivet. Henri Aldebert et Robert Planque étaient également engagés mais n'y ont pas participé.
| Rang                                | Pays            | V | D | bp | bc |
| ----------------------------------- | --------------- | - | - | -- | -- |
| Médaille d'or, Jeux olympiques      | Grande-Bretagne | 2 | 0 | 84 | 11 |
| Médaille d'argent, Jeux olympiques  | Suède           | 1 | 1 | 25 | 48 |
| Médaille de bronze, Jeux olympiques | France          | 0 | 2 | 14 | 64 |

### Hockey sur glace
Neuf nations s'inscrivent pour le tournoi de hockey sur glace. Cependant, suivant le retrait de l'Autriche, seul huit y prennent part, celles-ci étant réparties en deux groupes de quatre pour le premier tour dont les deux premiers se qualifient pour la Poule finale. La France est placée dans la Poule B en compagnie de la Belgique, des États-Unis et de la Grande-Bretagne. Les Français jouent leur première rencontre le 29 janvier face aux Britanniques, subissant une lourde défaite 15 buts à 2. Le lendemain, ils enregistrent une nouvelle déroute en s'inclinant 22-0 contre les États-Unis. Disputant son troisième match en autant de jours, la France sauve l'honneur en battant la Belgique sur la marque de 7 buts à 5. Troisième de son groupe, elle se classe finalement cinquième du tournoi, à égalité avec la Tchécoslovaquie qui a fini troisième de la Poule A.
L'équipe de France comprend pour ce tournoi les joueurs suivants :
- Gardien de but : Maurice del Valle
- Joueurs : André Charlet, Pierre Charpentier, Jacques Chaudron, Raoul Couvert, Alfred de Rauch (capitaine), Albert Hassler, Charles Lavaivre, Joseph Monnard, Calixte Payot, Philippe Payot et Léon Quaglia

Six autres joueurs sont engagés dans l'épreuve mais n'y participe pas : P.-B. Bouillin, L. Brasseur, H. Couttet, Georges de Wilde, Hubert Grunwald et G. Simond.
| 29 janvier | Grande-Bretagne | 15-2 (5-1, 3-1, 7-0) | France | Stade olympique |

| 30 janvier | États-Unis | 22-0 (12-0, 1-0, 9-0) | France | Stade olympique |

| 31 janvier | France | 7-5 (3-3, 3-1, 1-1) | Belgique | Stade olympique |

| Clt   | Équipe          | PJ | V | D | N | BP | BC | Pts |
| ----- | --------------- | -- | - | - | - | -- | -- | --- |
| +001, | États-Unis      | 3  | 3 | 0 | 0 | 52 | 0  | 6   |
| +002, | Grande-Bretagne | 3  | 2 | 1 | 0 | 34 | 16 | 4   |
| +003, | France          | 3  | 1 | 2 | 0 | 9  | 42 | 2   |
| +004, | Belgique        | 3  | 0 | 3 | 0 | 8  | 45 | 0   |

- Qualifiés pour la Poule finale

### Patinage artistique

#### Individuels dames
| Athlètes    | Nature des figures | Juge 1 | Juge 1 | Juge 2 | Juge 2 | Juge 3 | Juge 3 | Juge 4 | Juge 4 | Juge 5 | Juge 5 | Juge 6 | Juge 6 | Juge 7 | Juge 7 | Total   | Total | Total |
| Athlètes    | Nature des figures | Notes  | Place  | Notes  | Place  | Notes  | Place  | Notes  | Place  | Notes  | Place  | Notes  | Place  | Notes  | Place  | Moyenne | Somme | Rang  |
| ----------- | ------------------ | ------ | ------ | ------ | ------ | ------ | ------ | ------ | ------ | ------ | ------ | ------ | ------ | ------ | ------ | ------- | ----- | ----- |
| Andrée Joly | Imposés            | 131,75 | 6e     | 160    | 6e     | 80,75  | 7e     | 149,25 | 5e     | 98,50  | 3e     | 109,50 | 7e     | 134,75 | 4e     | 231,92  | 38    | 5e    |
| Andrée Joly | Libres             | 105    | 6e     | 111    | 6e     | 102    | 7e     | 108    | 5e     | 114    | 3e     | 114    | 7e     | 105    | 4e     | 231,92  | 38    | 5e    |
| Andrée Joly | Total              | 236,75 | 6e     | 271    | 6e     | 182,75 | 7e     | 257,25 | 5e     | 212,50 | 3e     | 223,50 | 7e     | 239,75 | 4e     | 231,92  | 38    | 5e    |

#### Individuels messieurs
| Athlètes      | Nature des figures | Juge 1 | Juge 1 | Juge 2 | Juge 2 | Juge 3 | Juge 3 | Juge 4 | Juge 4 | Juge 5 | Juge 5 | Juge 6 | Juge 6 | Juge 7 | Juge 7 | Total   | Total | Total |
| Athlètes      | Nature des figures | Notes  | Place  | Notes  | Place  | Notes  | Place  | Notes  | Place  | Notes  | Place  | Notes  | Place  | Notes  | Place  | Moyenne | Somme | Rang  |
| ------------- | ------------------ | ------ | ------ | ------ | ------ | ------ | ------ | ------ | ------ | ------ | ------ | ------ | ------ | ------ | ------ | ------- | ----- | ----- |
| Pierre Brunet | Imposés            | 146    | 8e     | 140    | 8e     | 212,25 | 5e     | 175,75 | 9e     | 122    | 8e     | 169    | 7e     | 154,75 | 9e     | 268,61  | 54    | 8e    |
| Pierre Brunet | Libres             | 91     | 8e     | 81,25  | 8e     | 130    | 5e     | 107,25 | 9e     | 110,50 | 8e     | 123,50 | 7e     | 117    | 9e     | 268,61  | 54    | 8e    |
| Pierre Brunet | Total              | 237    | 8e     | 221,25 | 8e     | 342,25 | 5e     | 283    | 9e     | 232,50 | 8e     | 292,50 | 7e     | 271,75 | 9e     | 268,61  | 54    | 8e    |
| André Malinet | Imposés            | 114,75 | 11e    | 92,50  | 11e    | 174    | 11e    | 142    | 11e    | 101,50 | 11e    | 117,25 | 11e    | 122,25 | 11e    | 202,46  | 77    | 11e   |
| André Malinet | Libres             | 71,50  | 11e    | 71,50  | 11e    | 65     | 11e    | 94,25  | 11e    | 78     | 11e    | 78     | 11e    | 87,75  | 11e    | 202,46  | 77    | 11e   |
| André Malinet | Total              | 186,25 | 11e    | 164    | 11e    | 239    | 11e    | 236,25 | 11e    | 179,50 | 11e    | 195,25 | 11e    | 217    | 11e    | 202,46  | 77    | 11e   |

#### Couples
| Athlètes                        | Nature des figures | Juge 1 | Juge 1 | Juge 2 | Juge 2 | Juge 3 | Juge 3 | Juge 4 | Juge 4 | Juge 5 | Juge 5 | Juge 6 | Juge 6 | Juge 7 | Juge 7 | Total   | Total | Total  |
| Athlètes                        | Nature des figures | Notes  | Place  | Notes  | Place  | Notes  | Place  | Notes  | Place  | Notes  | Place  | Notes  | Place  | Notes  | Place  | Moyenne | Somme | Rang   |
| ------------------------------- | ------------------ | ------ | ------ | ------ | ------ | ------ | ------ | ------ | ------ | ------ | ------ | ------ | ------ | ------ | ------ | ------- | ----- | ------ |
| Andrée Joly Pierre Brunet       | Composition        | 5,25   | 2e     | 3,50   | 6e     | 4,75   | 3e     | 4,25   | 4e     | 5,25   | 2e     | 4,75   | 2e     | 5,25   | 3e     | 9,89    | 22    | Bronze |
| Andrée Joly Pierre Brunet       | Exécution          | 5      | 2e     | 4,75   | 6e     | 5,50   | 3e     | 5,50   | 4e     | 5,50   | 2e     | 4,75   | 2e     | 5,25   | 3e     | 9,89    | 22    | Bronze |
| Andrée Joly Pierre Brunet       | Total              | 10,25  | 2e     | 8,25   | 6e     | 10,25  | 3e     | 9,75   | 4e     | 10,75  | 2e     | 9,50   | 2e     | 10,50  | 3e     | 9,89    | 22    | Bronze |
| Simone Roussel Charles Sabouret | Composition        | 4,50   | 9e     | 3      | 9e     | 4      | 9e     | 3,75   | 8e     | 3,75   | 9e     | 3      | 9e     | 3,75   | 8e     | 7,15    | 61    | 9e     |
| Simone Roussel Charles Sabouret | Exécution          | 4,25   | 9e     | 3      | 9e     | 3,50   | 9e     | 3,50   | 8e     | 3,25   | 9e     | 3,25   | 9e     | 3,50   | 8e     | 7,15    | 61    | 9e     |
| Simone Roussel Charles Sabouret | Total              | 8,75   | 9e     | 6      | 9e     | 7,50   | 9e     | 7,25   | 8e     | 7      | 9e     | 6,25   | 9e     | 7,25   | 8e     | 7,15    | 61    | 9e     |

### Patinage de vitesse
| Athlètes         | 500 m  | 500 m | 1 500 m      | 1 500 m     | 5 000 m       | 5 000 m     | 10 000 m     | 10 000 m    | 4 distances | 4 distances |
| Athlètes         | Temps  | Rang  | Temps        | Rang        | Temps         | Rang        | Temps        | Rang        | Points      | Rang        |
| ---------------- | ------ | ----- | ------------ | ----------- | ------------- | ----------- | ------------ | ----------- | ----------- | ----------- |
| André Gegout     | 53 s 2 | 20e   | 2 min 54 s 4 | 16e         | 10 min 15 s 2 | 18e         | 21 min 3 s 4 | 15e         | 36          | 9e          |
| Albert Hassler   | 50 s 6 | 18e   | Non partant  | Non partant | Non partant   | Non partant | Non partant  | Non partant | Non classé  | Non classé  |
| Léonhard Quaglia | 48 s 4 | 15e   | 2 min 37 s   | 14e         | 9 min 8 s 6   | 9e          | 18 min 25 s  | 7e          | 25          | 6e          |
| Georges de Wilde | 54 s 8 | 21e   | 2 min 55 s   | 18e         | 10 min 39 s 8 | 19e         | Abandon      | Abandon     | Non classé  | Non classé  |

### Patrouille militaire
| Athlètes                                                                     | Course (Temps réel) | Tir    | Tir          | Résultat final  | Résultat final |
| Athlètes                                                                     | Course (Temps réel) | Réussi | Bonification | Temps définitif | Rang           |
| ---------------------------------------------------------------------------- | ------------------- | ------ | ------------ | --------------- | -------------- |
| Georges Berthet Camille Mandrillon (Cap.) Maurice Mandrillon Adrien Vandelle | 4 h 19 min 53 s     | 2      | 1 min        | 4 h 18 min 53 s | Bronze         |

### Saut à ski
| Athlètes        | Saut 1   | Saut 1 | Saut 1 | Saut 1 | Saut 2   | Saut 2 | Saut 2 | Saut 2 | Résultat final | Résultat final |
| Athlètes        | Longueur | Juge 1 | Juge 2 | Juge 3 | Longueur | Juge 1 | Juge 2 | Juge 3 | Note moyenne   | Rang           |
| --------------- | -------- | ------ | ------ | ------ | -------- | ------ | ------ | ------ | -------------- | -------------- |
| Louis Albert    | Tombé    | Tombé  | Tombé  | Tombé  | Tombé    | Tombé  | Tombé  | Tombé  | Non classé     | Non classé     |
| Klébert Balmat  | 36 m     | 15,25  | 15     | 15,25  | 39 m     | 15,75  | 15,75  | 16     | 15,50          | 15e            |
| Martial Payot   | Tombé    | 4      | 5      | 1,50   | 32,50 m  | 12,625 | 13,375 | 7,63   | 7,35           | 25e            |
| Gilbert Ravanel | 32,50 m  | 12,625 | 13,125 | 13,13  | 32 m     | 11,75  | 11,75  | 12     | 12,39          | 22e            |

### Ski de fond

#### 18km
| Athlètes        | Temps             | Rang    |
| --------------- | ----------------- | ------- |
| Denis Couttet   | Abandon           | Abandon |
| Martial Payot   | Abandon           | Abandon |
| Gilbert Ravanel | 1 h 35 min 33 s 4 | 20e     |
| Adrien Vandelle | 1 h 43 min 58 s   | 29e     |

#### 50km
| Athlètes              | Temps           | Rang    |
| --------------------- | --------------- | ------- |
| André Blusset         | Abandon         | Abandon |
| Camille Médy          | 5 h 10 min 44 s | 18e     |
| Auguste Perrin        | 5 h 4 min 16 s  | 16e     |
| Édouard Pouteil-Noble | 4 h 58 min 27 s | 15e     |